# Weymeria athene
Weymeria athene är en fjärilsart som beskrevs av Gustav Weymer 1892. Weymeria athene ingår i släktet Weymeria och familjen nattflyn. Inga underarter finns listade i Catalogue of Life.